# Frohsdorf
Frohsdorf ist eine Ortschaft und eine Katastralgemeinde der Gemeinde Lanzenkirchen im Bezirk Wiener Neustadt-Land in Niederösterreich. Die Ortschaft hat 1186 Einwohner (Stand 1. Jänner 2024).

## Geografie
Das Dorf am rechten Ufer der Leitha erstreckt sich in das Rosaliengebirge und wird von der Landesstraße L148 erschlossen.

## Geschichte
Laut Adressbuch von Österreich waren im Jahr 1938 in Frohsdorf ein Bäcker, ein Elektrotechniker, ein Fleischer, ein Friseur, drei Gastwirte, zwei Gemischtwarenhändler, ein Maler, ein Sattler, ein Schuster und einige Landwirte ansässig, darunter die Forst- und Gutsverwaltung Frohsdorf. Weiters gab es das Pensionat St. Chrétienne (Erziehungsanstalt für Mädchen) und die Metallgalanteriewarenfabrik Leitha GmbH.

## Bildungseinrichtungen
- Schule Sta. Christiana Frohsdorf

## Sehenswürdigkeiten
- Schloss Frohsdorf

## Persönlichkeiten
- Marie Thérèse Charlotte de Bourbon (1778–1851), einzige Überlebende der Königsfamilie während der Französischen Revolution, verstarb auf Schloss Frohsdorf
- Henri d’Artois (1820–1883), wurde 1830 zum König von Frankreich ausgerufen, verstarb auf Schloss Frohsdorf
- Christian Baha (* 1968), Unternehmer und Spekulant, lebte zeitweise im Ort